# Logo de Argentina

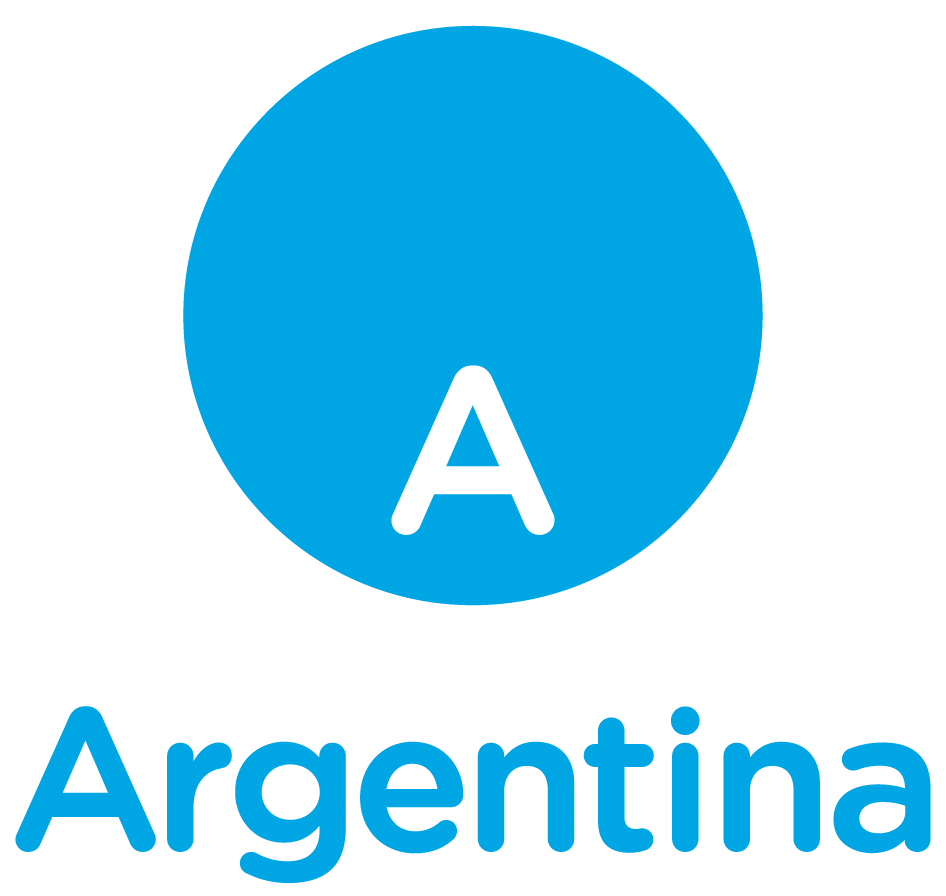
Logo actual de Argentina utilizado como Marca País.

El logo de Argentina (o Marca Argentina) es el logo oficial del estado y es usado para representar a la Marca País, creada para impulsar el turismo, principalmente, desde el exterior.
El primer logotipo fue elegido en un concurso llevado a cabo en el año 2006, llamado Concurso para la Identidad Visual de la Marca Argentina, que incluyó a algunos de los mejores diseñadores del país.
A través del Decreto Presidencial 1372/2008, publicado el 29 de agosto de 2008 en el Boletín Oficial, el gobierno argentino creó la Comisión Intersectorial de la Estrategia Marca País Argentina, formada por el Ministerio de Relaciones Exteriores y Comercio Internacional, la Secretaría de Turismo y la Secretaría de Medios de Comunicación de la Jefatura de Gabinete de Ministros.
En julio del año 2021 se seleccionó el último (y actual) logotipo mediante el Decreto 460/2021. En la selección del mismo participaron compañías nacionales como el CONICET, Aerolíneas Argentinas, también la Cámara Argentina de Turismo y la Organización Mundial del Turismo.
En el mismo decreto, el logotipo que representa a Argentina en el exterior se hizo oficial.

Artículo 1 - Créase la «Marca Argentina», cuyo Signo Oficial será el isologotipo que luce en el Anexo que forma parte integrante del presente, la que permitirá homogeneizar la imagen nacional en el mundo.

## Galería de Imágenes

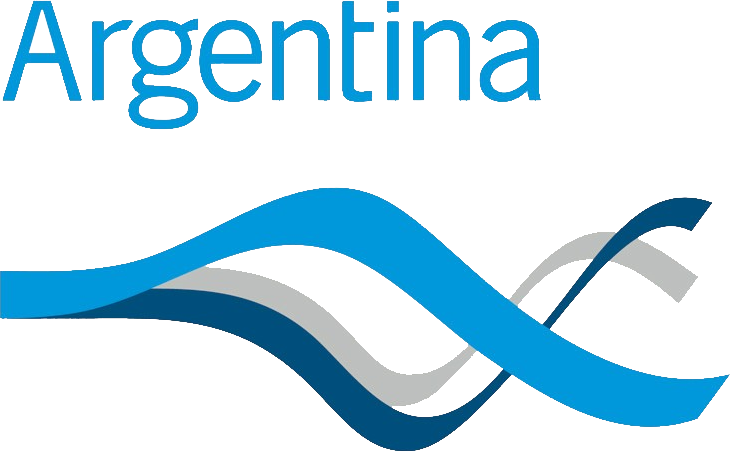
El primer logo utilizado por la Marca País, posteriormente modernizado en 2012 y reemplazado en 2018.

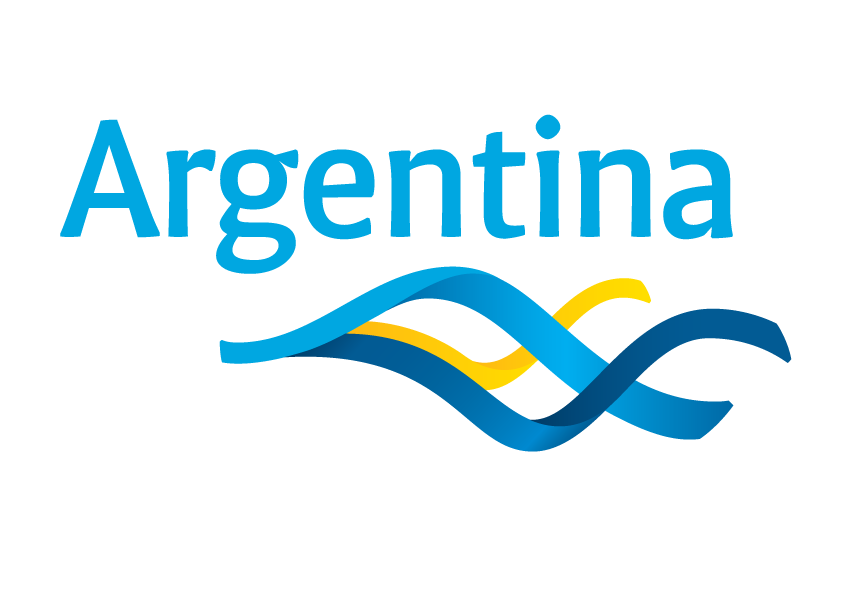
El Segundo Logo de la Marca País.